# Freddie Grubb
Pour les articles homonymes, voir Grubb.
Frederick "Freddie" Henry Grubb (27 mai 1887 – 6 mars 1949) est un coureur cycliste sur route britannique qui a participé aux Jeux olympiques de 1912. Il a remporté les médailles d'argent de la course sur route individuelle et en équipe. En 1914, il a pris sa retraite sportive, il a créé une entreprise de fabrication de vélos (F. H. Grubb) à Brixton, prés de Londres. En 1920, la fabrication a déménagé à Croydon et en 1926, à Twickenham. En 1935 FHG Ltd a été créé à Wimbledon, en 1947, le nom F H Grubb a été à nouveau utilisée. Deux ans après sa mort, l'entreprise a été achetée par Holdsworth, qui a utilisé la marque Freddie Grubb jusqu'en 1978.

## Carrière de cycliste
Né à Kingston upon Thames, dans le Surrey, en 1887, Freddie Grubb est un coureur qui a dominé la compétition en Grande-Bretagne dans le contre-la-montre et la course sur piste. Un écrivain a dit de lui en 1910 : « Depuis août, il a été le coureur dont on a le plus parlé  en Grande-Bretagne... et on peut dire qu'aucun homme depuis Harry Green n'a montré d'aussi brillante promesse ». Il était végétarien et courait pour le Vegetarian Cycle and Athletic Club. Il bat le record du 100-mile en 1910 sur un vélo à pignon fixe, sans freins. L'historien, Peter Duncan, a déclaré : « Il n'a pas de frein, le trafic était si léger qu'il n'en voyait pas la nécessité, ». Grubb a parcouru la distance en moins de cinq heures. La distance avait déjà été parcourue en moins de cinq heures par Goss Green lors d'une tentative de record de Londres à Brighton et retour sur 104 km ; il a parcouru 100 km en moins de cinq heures, mais il a refusé l'enregistrement du record car il n'avait pas prévu de couvrir cette distance. Le trajet de Grubb a été le premier à être officiellement chronométré.
Grubb a établi un record de 12 heures à Anerley, près de Liverpool, en 1911. Les organisateurs avaient organisé une course sur 210 km. C'était plus que ce qu'ils s'attendaient à ce que les coureurs puissent faire. Elle a dû être prolongée pour permettre à Grubb de parcourir 220,5 miles. Le deuxième coureur, Charlie Davey, a parcouru 215,5 miles. Grubb a établi un record de 351 km en 24 heures contre la montre sur piste qui a été battu par Henrik Morén avec 375,6 miles en 1912. Le record de Grubb sur Londres à Brighton et retour en 5 h 9 min 41 s a tenu 14 ans. Il courait sur un vélo Triumph avec un cadre renforcé pour résister à son style puissant avec de grands braquets
Il a remporté deux médailles d'argent aux Jeux Olympiques de Stockholm en 1912. Il est devenu professionnel en 1914.
« F. H. Grubb a retourné sa licence amateur à la National Cyclists Union. Il a décidé de faire une profession avec des courses de vélos et en battant des records à la fois sur route et sur piste... L'année prochaine, il prendra part à toutes les grandes courses sur route sur le continent, et participera également à des courses derrière motos sur piste. Grubb, qui a été un végétarien strict pendant cinq ans, non-fumeur et abstinent, devrait se révéler un représentant britannique très digne à l'étranger. Il a 25 ans et s'il s'habitue aux méthodes continentales il n'y a aucune raison qu'il ne doive pas briller comme une étoile de tout premier ordre dans les rangs professionnels. »
— selon le Magazine Cycling Weekly
Grubb a été considéré pour courir les Six jours de New York, Paris et Berlin. Il a couru brièvement sur le continent, commençant le Tour d'Italie 1914 avant de rentrer au pays, désillusionné. Il en a terminé avec le vélo parce que les règles ont nié le droit aux professionnels de monter à nouveau comme un amateur.

## Fabricant de cycle

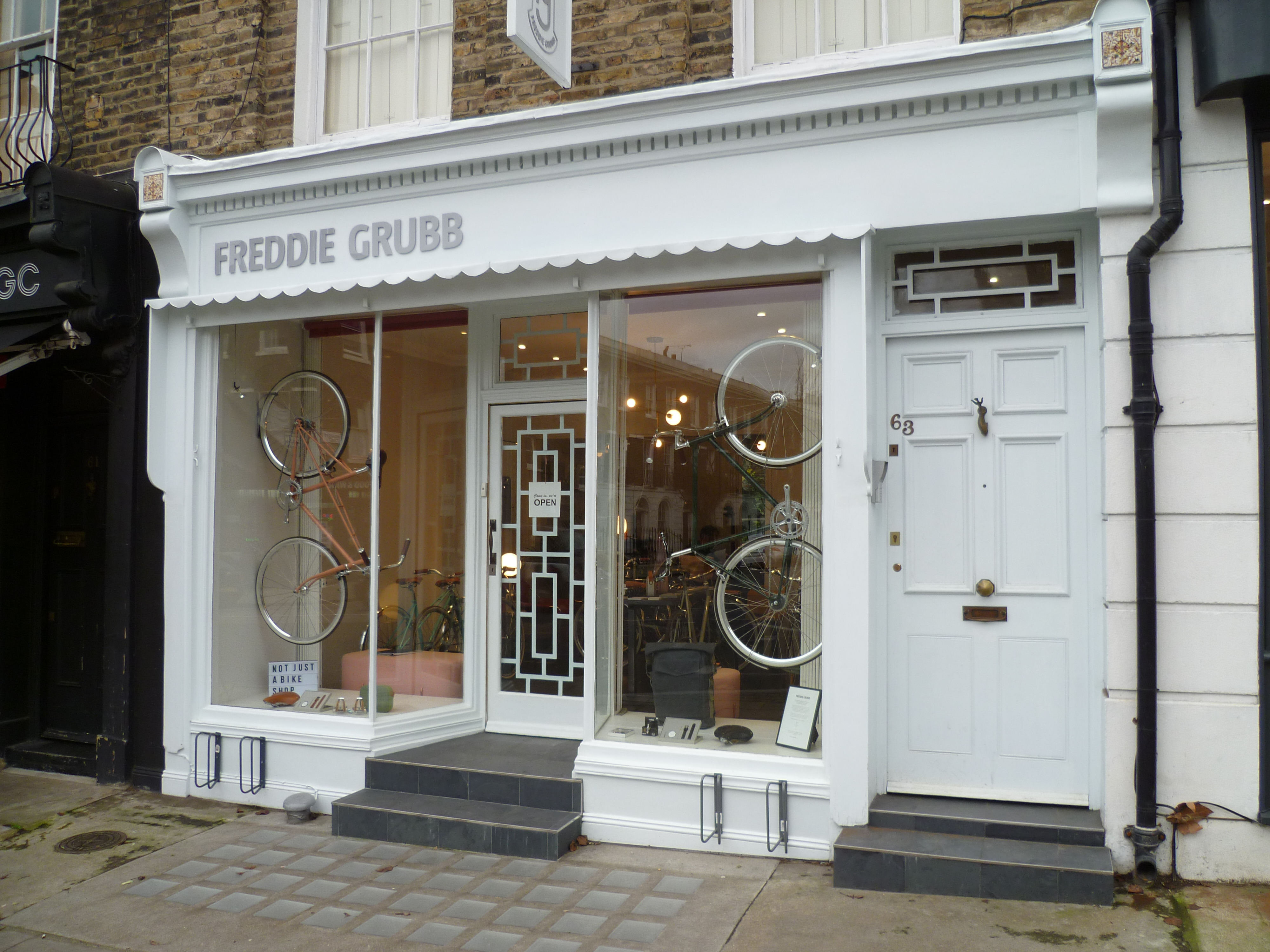
La boutique de Freddie Grubb, Amwell Street, Londres

Grubb a ouvert une entreprise de cycle à Brixton, au sud de Londres, en 1914, mais la Première Guerre mondiale a commencé. Peter Duncan a dit : « Fred a travaillé dans une usine de munitions de Londres. Il avait de longues heures de travail et allait et revenait du travail, à vélo, tous les jours. Il travaillait et allait directement au lit. Il voulait entrer dans la Marine pour une vie plus facile, mais son statut d'emploi réservé était un problème. Finalement, il a réussi, dans le service de restauration collective de la Marine. Ce qui veut dire que quand il est revenu, il n'était plus végétarien. Il en a été fait membre honoraire. »
Grubb a ouvert un autre magasin après la guerre, avec l'argent de son coéquipier Charlie Davey, en partenariat avec Ching Allin en 1919, ils ont formé Allin & Grubb, au 132 Whitehorse Road, à Croydon. En désaccord sur la conception des cycles; ils se sont séparés. Allin & Grubb est devenu A. H. Allin et a commencé à vendre des cycles Davey plutôt que ceux de Grubb.
L'historien du cycle Mick Butler a dit que Grubb était « un personnage pas très sympathique » et a déclaré: « Après l'armistice, Charlie Davey a mis plus d'argent que Fred Grubb, pour reprendre la production, en partenariat avec Ching Allin et la société Allin & Grubb a été fondée en 1919. Ching était un personnage beaucoup plus sympathique. Avec le nom prestigieux de Grubb sur les vélos ainsi que la nature et le sens des affaires de Ching les vélos étaient un succès immédiat avec l'attache rapide alors révolutionnaire. »,,
Butler a ajouté : « Une annonce pour F.H.Grubb dit La libération rapide véritable. Bill Bush et Len James, anciens piliers du Southern Veteran Cycling Club qu'il y avait un différend entre Ching Allin et Fred Grubb, sur qui a originellement conçu le décrochage et la libération rapide sur le vélo Grubb. Apparemment Fred Grubb voulait tout le crédit comme son nom était sur les vélos qu'ils faisaient et Ching a été ennuyé par cela, faisant une réclamation à Charley Davey, qui était le financier de Fred et le concepteur de la Quick Release originale ».
Grubb a ouvert une autre entreprise sous son propre nom dans London Road, West à Croydon, en 1920 et en 1924 un magasin à Robsart Street, Brixton. En 1934, Grubb a annoncé que son entreprise était en liquidation. Il a ensuite ouvert une autre société, FHG, au 147a Haydons Road, Wimbledon, avec 20 membres du personnel de l'ancienne entreprise. Grubb est décédé le 6 mars 1949, à 61 ans, dans le nord-est du Surrey et sa famille a poursuivi l'entreprise. La société Holdsworth (en) a utilisé le nom Grubb en 1952.